# Frederik Kristoffer Hallager
Frederik Kristoffer Hallager, född 28 september 1849 i Nakskov, död 17 januari 1921 i Århus, var en dansk läkare.
Hallager blev candidatus medicinæ 1875, var kandidat vid Oringe 1875, vid Jyske asyl 1876 och vid Frederiksberg Hospital 1877–1878. Han var förste underläkare vid Viborgs sinnessjukanstalt från 1878, blev överläkare där 1895 och vid Århus sinnessjukanstalt 1901. Han avlade doktorsgraden 1884 med avhandlingen Læren om uregelmæssig Epilepsi med særlig Hensyn til de saakaldte psykiske Ækvivalenter, som senare följes av Epilepsiens og Epileptikernes Behandling (1897) och Sindssygdom, Forbrydelse og Genialitet, Studier over Epilepsien (1906). Han utgav även en historisk skildring av Jydske asyl (1902) och utgav 1919 Biskop Knuds Bog om Pesten.

## Utmärkelser
- Riddare av Dannebrogorden,  1898[2]
- Dannebrogsmännens hederstecken,  1906[2]

[Redigera Wikidata]